# Wuchang, Harbin
Wuchang är en stad på häradsnivå som lyder under provinshuvudstaden Harbin i Heilongjiang-provinsen i nordöstra Kina.